# Carbellino
Carbellino de Sayago es un municipio y localidad española de la provincia de Zamora y de la comunidad autónoma de Castilla y León.
El término municipal limita con la provincia de Salamanca por tierra, a través de la dehesa de Estacas, y por las aguas del río Tormes, ensanchado por el lago artificial producido por la presa de Almendra, la más grande de España de sus características. No pertenece oficialmente al parque natural de Arribes del Duero, pero por su cercanía y sus características paisajísticas, su fauna y flora, ha sido propuesto en varias ocasiones como zona de especial protección para las aves.

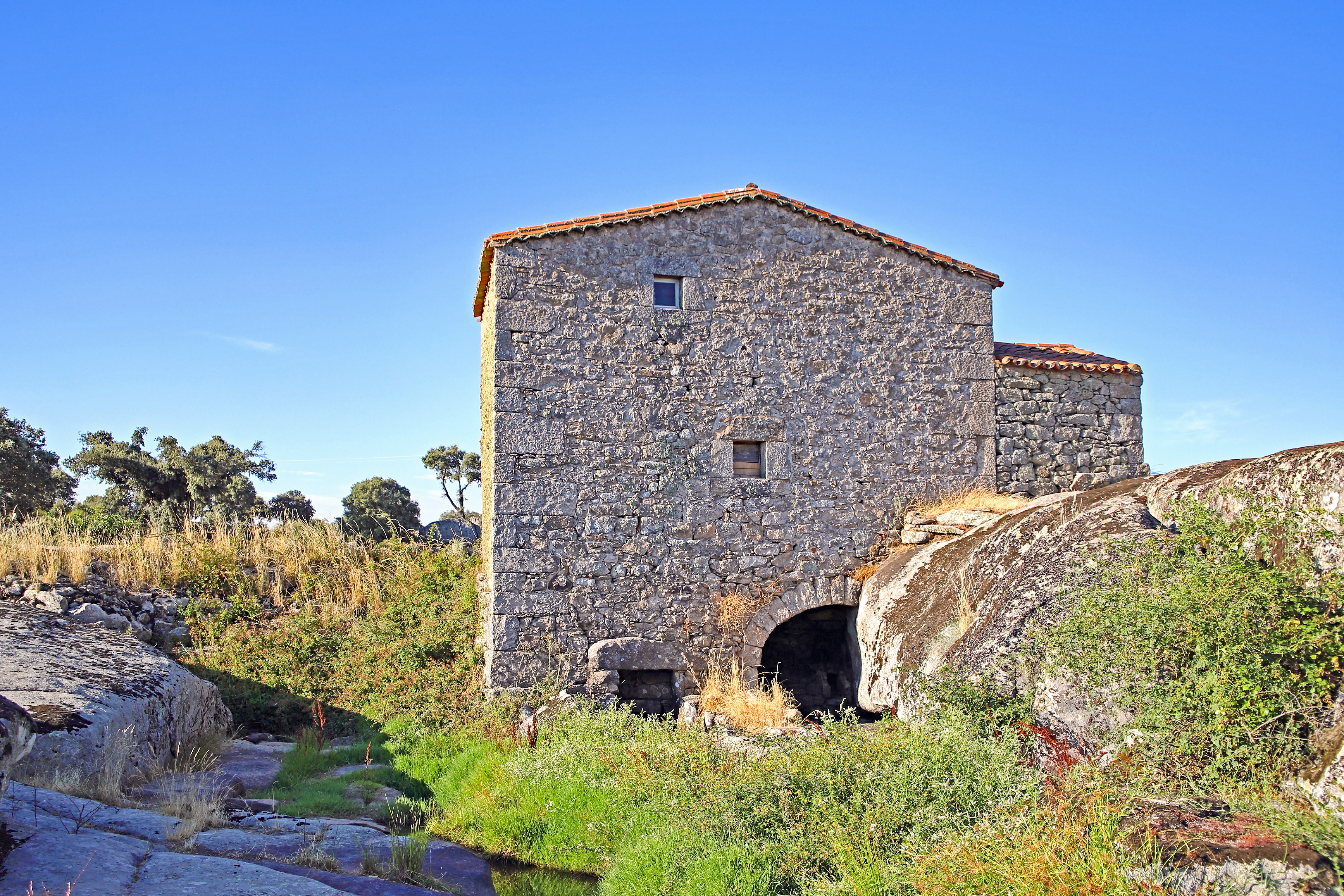
Molino

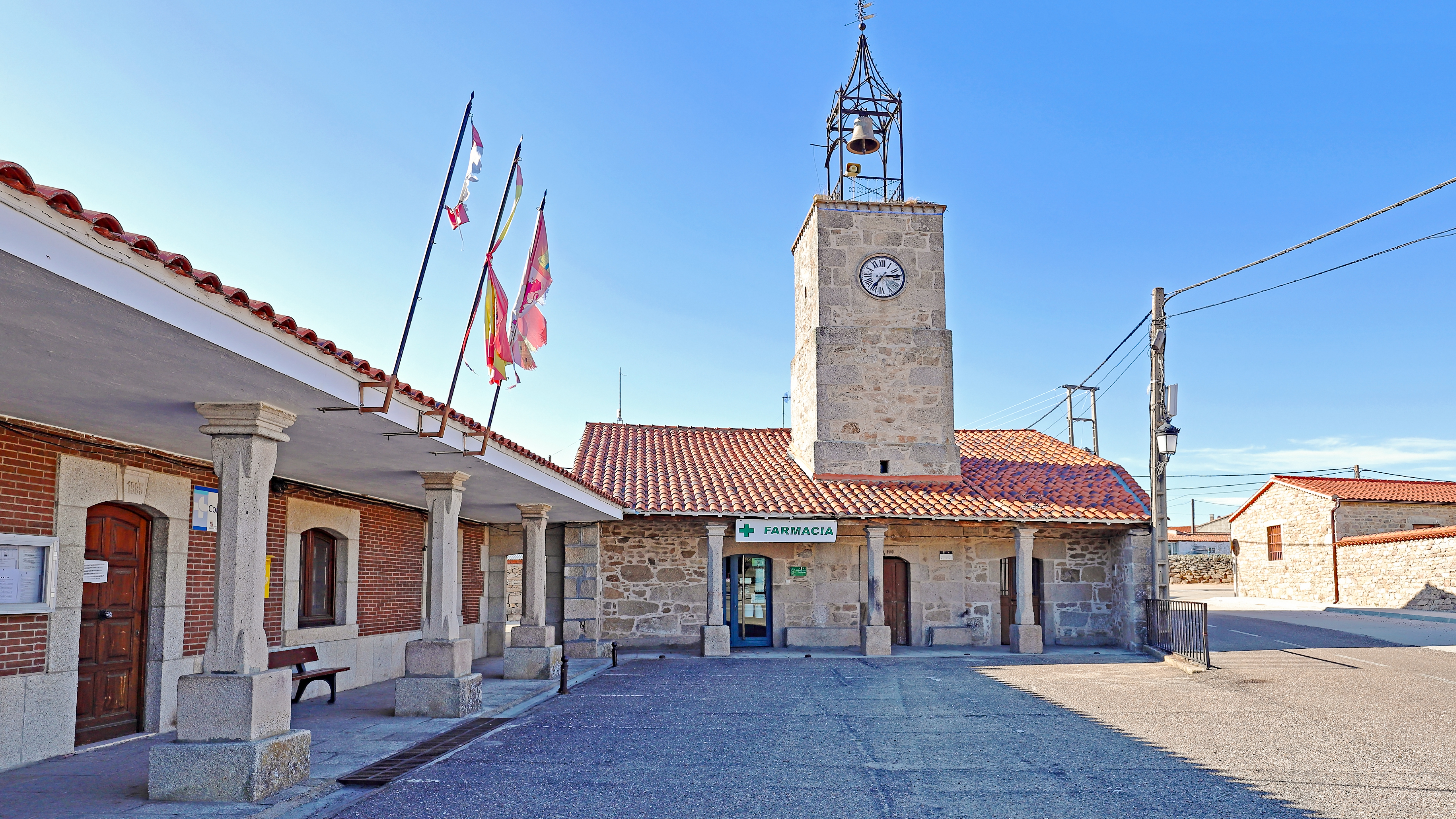
Ayuntamiento y torre del reloj

## Topónimo
El origen de su nombre parece remontarse a épocas de repoblaciones del siglo XII, existiendo varias teorías sobre su origen:
- Teoría latina, en alusión a calvus. Esta teroría toma como base el abundante uso metafórico de diminutivos de calvus, palabra latina con la que se alude a descampados, calveros y espacios desarbolados, aunque en áreas leonesas se detecta el uso de calvo como opuesto a acotado, esto es, como terreno cuyo pasto es libre. Se han comprobado también la existencia de topónimos en los que la base Calv- esconde, no una referencia al terreno, sino un apodo de propietario. En cualquier caso, la forma disimilada Calvellino, en vez de Calvillino (i-i > e-i), es común en los dobles diminutivos del área leonesa.

- Teoría gallego-leonesa, soportada sobre la creencia de que con Carbellino se hace referencia al árbol del carballo o carbayo, que sería 'roble' en gallego y leonés respectivamente. En este caso, al igual que ocurre en la localidad orensana de Carballino, haría referencia a un roble pequeño. Frente a la variante de esta teoría que sostiene que procedería del gallego, se situaría la que considera que procedería del leonés, alegando que la forma patrimonial en el occidente leonés es carvayo o carvalio, con un valor genérico roble, cuya castellanización conduce a carbajo, pero nunca a carballo, ya que en Zamora, solo en áreas cercanas al gallego-portugués se registra, de forma regular, la forma palatal: carvalho, carvallo. En cualquier caso, esta no parece ser una zona de influencia gallego-portuguesa, como muestra la existencia del mirandés o la propia habla sayaguesa. En todo caso, la referencia a árboles es algo frecuente en la terminología de los pueblos del antiguo Reino de León. Fruto de ello, hay varias referencias a los robles en su forma de carbayu > carbajo. Así, en la provincia de Zamora podemos encontrar Carbajales de Alba, Carbajales de la Encomienda o Carbajalinos, en León Carbajal de la Legua, Carbajal de Rueda, Carbajal de Valderaduey o Carbajal de Fuentes, en Cáceres Carbajo, así como varias carbajosa en Salamanca (Carbajosa de la Sagrada), Zamora (Carbajosa) o León (Carbajosa).

- Teoría hebrea, basada en la posible repoblación por parte de judíos procedentes del noroeste de la península (Carvalho fue uno de los apellidos judíos que más se extendió por las comarcas de Sayago y Trás-os-Montes).

## Geografía
El suelo de Carbellino es pobre para la agricultura cerealista. Se trata de un terreno fundamentalmente granítico con grandes formaciones en forma de enorme bolas de brillante cuarzo, mica y feldespato de tonalidades que van desde el blanco y el rosa al gris plateado. Sobre peñas y berrocales crecen multitud de especies de musgos y líquenes de gran interés para botánicos y aficionados, que pueden descubrir entre jaras y tomillos, y las decenas de plantas aromáticas de la zona, especies de pequeñas orquídeas y una gran variedad de flores (algunas, endemismos zamoranos), principalmente durante los meses de la primavera hasta la primera quincena de julio. La riqueza geológica y mineral de la zona condiciona la economía y la cultura (antiguamente existían canteras en los alrededores). Los valles son el lugar idóneo para los pastos de la ganadería y en ellos abundan las charcas (hábitat natural de cientos de especies de mamíferos, aves, insectos, reptiles y anfibios). Gran parte del territorio está ocupado por encinares y monte bajo, a modo de dehesa.

### Fauna
Cuando el Tormes era un río, nadaban en sus aguas anguilas y truchas. En la actualidad, el embalse está poblado de ciprínidos, lucios, alburnos, black-basses, cangrejos, siluros, barbos y otros peces que lo convierten en un frecuentado destino entre los aficionados a la pesca.
En sus orillas habita una rica fauna y anidan numerosas especies de rapaces, palmípedas y zancudas, lo que le ha convertido en un destino de turismo ornitológico. Científicos y aficionados de toda Europa acuden a descubrir los ejemplares y bandadas que aprovechan los humedales cercanos para reposar en sus migraciones, o para nidificar en el paisaje de dehesas de encinas centenarias. En las decenas de charcas y sus tres riveras es fácil toparse con garzas reales, cigüeñas, así como con zorros, jabalíes, tejones, ranas perezi, ranitas de San Antonio, salamanquesas, erizos y galápagos. Los campos de Carbellino son apropiados para la actividad cinegética con abundancia en conejos y liebres, ánades, perdices, codornices, tórtolas… además de los ya mencionados jabalíes y zorros. Excepcionalmente, se realiza en la zona la caza controlada del lobo. 
Por su abundancia en roca granítica y otros minerales de superficie es un paraíso para los reptiles, abundando los gecónidos y los lagartos ocelados (protegidos por su riesgo de extinción), además de las culebras bastardas y alguna especie de víbora. Estos mismos roquedales son el hábitat de cientos de especies de insectos y arácnidos, entre los que destaca la araña lobo, considerada como la tarántula ibérica. En los postes de la luz y los berrocales otean multitud de rapaces como el águila perdicera, el gavilán, el milano real o el alimoche y no es difícil descubrir águilas reales y buitres leonados, además de las rapaces nocturnas (búhos reales, autillos y lechuzas fundamentalmente). Los animales más singulares con los que podemos tropezarnos en tierras de Carbellino son el lobo ibérico y la cigüeña negra, ambos en gravísimo peligro de extinción. 
Una pareja de cigüeñas negras anida año tras año en un rincón del pueblo que no se hace público para evitar las visitas masivas que pudieran provocar el abandono de sus pollos. El lobo tiene una presencia ocasional; no es peligroso para el ser humano y suele salir huyendo en cuanto detecta la presencia del hombre por las cercanías, pero es muy dañino para los rebaños de ovejas. A lo largo de la historia han sido varias las ocasiones en las que ha matado decenas de animales en una sola noche. 
La última vez en las que el lobo mató a tantos animales fue en la década de los 80. En aquella ocasión los vecinos salieron a la caza del animal y lo exhibieron en el moral de la iglesia. Posteriormente fue disecado y actualmente puede admirarse en una de las salas del ayuntamiento de la localidad.

### Espacios naturales
- Embalse de Almendra (deportes náuticos y pesca)
- Encinar de La Rasica
- Moral centenario
- La Playa, en el embalse
- Peña Las Brujas (lugar de antiguos aquelarres y leyendas)
- Peña las Ánimas (lugar mágico que no debería atravesarse sin cumplir el rito de rezar un Padrenuestro y lanzar una piedra sobre el resto, para conseguir salvar un alma del Purgatorio)
- Peñas Ventaneras (enormes rocas de granito que dejan unos estrechos pasadizos debajo de ellas)
- Peña Zorrera (peña con numerosos agujeros que suelen ocupar las zorras para tener sus camadas)
- Peña la Cuna (enorme bloque de granito de varias toneladas que es capaz de ser movido con los movimientos respiratorios de la barriga)
- Las Ollas (erosiones circulares perfectamente pulidas en un enorme bloque de granito en la desembocadura de las riveras)
- El Arenal (en la orilla del embalse junto a la entrada de la dehesa de Estacas)
- El Berrocal de los alimoches (el barranco donde desemboca la rivera de Almeida, entre la Fuente El Piojo y la Fuente Las Curas)
- La Isla (solo es isla en los años en los que el embalse está alto)
- Plaza la Reina (farallón de granito de decenas de metros de altura, zona de nidificación de rapaces, usado en ocasiones por amantes de la escalada)
- Las charcas: hay decenas de ellas por todo el pueblo aunque las más grandes son las conocidas como Pilo el Asno, Carreros y La Vallisquía
- El Castillo (pago cercano al embalse con berrocales de granito de formas caprichosas, que pertenece a los arribes del Tormes)

### El embalse
Carbellino de Sayago se encuentra a 2 km del embalse de Almendra al que se llega continuando la carretera que antiguamente comunicaba con la localidad salmantina de Monleras (hoy conocida como 'carretera cortada'). En ese lugar, la zona del embalse se ha convertido en un barrio satélite de Carbellino, con una urbanización de más de 20 chalets y terreno urbanizable, salpicado de encinas y enormes rocas graníticas. La zona conocida como La Playa es frecuentada por pescadores, bañistas y campistas. 
El embalse de Almendra ocupa el cauce del río Tormes. Tiene una capacidad de 2.586 hm³ de agua, lo que le convierte en el lago más grande del norte de España y el segundo más grande de toda la península. Su superficie supera las 8.600 hectáreas de aguas navegables, con una profundidad que alcanza los 200 metros y un cauce que, en ciertos tramos, tiene una anchura de 8 kilómetros. Oficialmente cuenta con cerca de 40 kilómetros de longitud desde su presa hasta la cola y con más de 100 kilómetros de costa. En la actualidad sus aguas son administradas por la empresa Iberdrola y son utilizadas para la generación de electricidad. No es aprovechado para regadío, ni hay funcionando, por el momento, ninguna empresa que lo explote para uso lúdico ni deportivo. Es un lugar frecuentado por pescadores y aficionados a deportes de agua que acuden a practicar piragüismo o windsurf, a navegar en motora o catamarán por sus aguas. No es recomendable el esquí acuático debido a que es un embalse muy rocoso, y se recomienda mucha prudencia. El Club Náutico Santa Marina, de Bermillo de Sayago, estudió ubicar sus instalaciones en la playa de Carbellino. En el tramo embalsado correspondiente a Carbellino la anchura de costa a costa oscila desde los 80 hasta los 1000 metros, dependiendo del tramo y de la época del año. Hasta los años 90 hubo dos bares con comedor y merendero en la zona conocida como La Playa. También existió una zona de acampada en la finca El Castillo y un área recreativa en La Rasica.

## Historia

### Prehistoria
Los primeros asentamientos humanos en el término de Carbellino datan de la prehistoria. Así, se han encontrado restos de asentamientos prerromanos como el de El Castillo, castro vetón junto al antiguo cauce del Tormes. Asimismo, la rivera del Campo es la que más restos prehistóricos atesora, entre ellos, restos cerámicos, bifaces, puntas de flecha y cazoletas (petroglifos) prehistóricas talladas en bloques de granito. En esta misma rivera, a 4 kilómetros del núcleo urbano, y ya en el término de Almeida, se descubrieron los restos de un dolmen (dolmen del Casal del Gato) con un pequeño tesoro (brazalete, fíbulas, cuentas de collar, puntas de flecha...)

### Edad Antigua
En puntos concretos del término de Carbellino se han encontrado restos de las antiguas calzadas romanas, debiendo destacarse asimismo el paraje de la Mina, asentamiento romano en donde han aparecido tégulas, doliums, sigillatas, molinos barquiformes y algunas monedas. Asimismo, existe la creencia popular de que en el paraje conocido como Las Cuatro Rayas pudo haber existido un asentamiento romano, aunque la falta de estudios al respecto no permite realizar ninguna hipótesis concluyente al respecto.

### Edad Media
En la Edad Media, en el contexto de las repoblaciones llevadas a cabo por los reyes de León, surge la actual localidad de Carbellino. Así, la primera referencia documental conservada de Carbellino data del año 1176, cuando su iglesia fue cedida en prestimonio por el obispo y el cabildo de Zamora a Pedro Juanes. Precisamente en esta época se construyó el antiguo templo parroquial, que fue modificándose posteriormente hasta convertirse en la actual Iglesia de San Miguel Arcángel.

### Edad Moderna

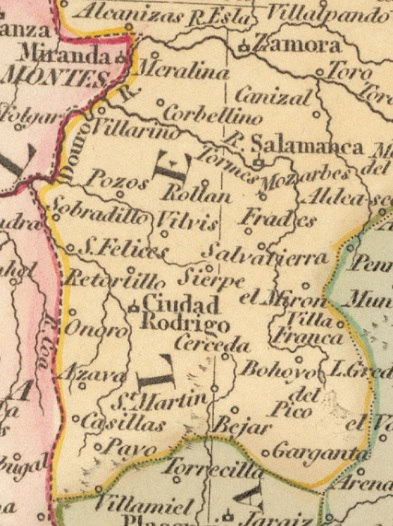
Detalle del mapa Spain and Portugal, realizado por Froggett en 1808, en el que se puede apreciar Carbellino

Los datos recogidos en el siglo XVIII en el Catastro de Ensenada muestran la gran importancia que poseía la ganadería en Carbellino en la Edad Moderna, aunque la alfarería tenía cierto empuje en la localidad entonces, conservándose en las proximidades de la ermita aún lo que fueron dos hornos de alfarería. Asimismo, en el pago de Carreros se situaba el barrero de donde se extraía la materia prima, mientras que a pocos kilómetros del casco urbano se encuentra el pago del Tejar viejo, con los restos del antiguo horno y el lugar donde se elaboraban las tejas, y de donde hasta el siglo XX también se extraía el barro.

### Edad Contemporánea
Ya en la Edad Contemporánea, Carbellino quedó adscrito mediante la división provincial de 1833, a la provincia de Zamora y la Región Leonesa, la cual, como todas las regiones españolas de la época, carecía de competencias administrativas.
Posteriormente, en la década de 1960, la construcción de la presa de Almendra supuso la desaparición bajo sus aguas de varios puentes que cruzaban el río y comunicaban Carbellino con el noroeste salmantino, viéndose así aislado de sus comunicaciones con localidades como Monleras, Vitigudino o Villaseco de los Reyes. El actual embalse acabó así en gran medida con las relaciones sociales y comerciales que poseía Carbellino con el norte de la provincia de Salamanca, además de anegar terrenos fértiles, aceñas, molinos y batanes.
Tras la constitución de 1978, Carbellino pasó a formar parte en 1983 de la comunidad autónoma de Castilla y León, en tanto municipio adscrito a la provincia de Zamora.

## Geografía humana

### Demografía
Cuenta con una población de 182 habitantes (INE 2024).
| Gráfica de evolución demográfica de Carbellino entre 1842 y 2021                                                      |
| |
| Población de derecho según los censos de población del INE. Población de hecho según los censos de población del INE. |

### Economía

#### Artesanía
Muchos vecinos trabajaron magistralmente como canteros, guarnicioneros, cesteros, tejeros, panaderos y artesanos del cuero e incluso del fino trabajo de la talla del hueso y la cornamenta de las reses. Carbellino fue famoso por sus manufacturas. De las antiguas canteras de granito del pueblo salieron las piedras del suelo de la plaza Mayor de Salamanca o del puente de piedra de Ledesma, labradas con maestría por vecinos del pueblo. Basta con pasear por cualquiera de las calles del pueblo o ver la columnata del ayuntamiento y las escuelas para encontrar ejemplos del exigente trabajo del cincel.
En uno de los pagos del pueblo, cerca de la rivera del Campo, se pueden encontrar restos inacabados de piezas de piedra de grandes dimensiones, así como grandes canteras con peñas de decenas de metros de diámetro de las que se extrajeron gran parte de los materiales pétreos en el pasado.
Pero si algo hizo famoso a Carbellino fue la calidad de sus barreros, principalmente el del pago de Carreros, con cuya materia prima se elaboraron tejas y alfarería típica. A diferencia de la famosa y vecina localidad de Pereruela, el barro de Carbellino no es bueno para asar, sino para guardar manteca, vino, aceite o agua. Cántaros, asadores, baños y tinajas se cocían en los alfares que había en el pueblo. Aún quedan dos hornos junto a la ermita del Humilladero. Las últimas alfareras que dieron fama a la cerámica del pueblo fallecieron hace una década y desde entonces no se han vuelto a producir cacharrería en un pueblo que aparece en las más prestigiosas publicaciones de alfarería tradicional de todo el mundo. Algunos ejemplos de artesanía procedente de Carbellino pueden admirarse en la Fundación Joaquín Díaz en la localidad vallisoletana de Urueña, y en el Museo Etnográfico de Castilla y León, en la que la cerámica de Carbellino tiene una sala dedicada a sus alfareras. 
En uno de los edificios junto a la plaza del ayuntamiento fue colocada una placa conmemorativa por la escuela de artes aplicadas de Zamora en 1993 en honor al tejedor Calixto Cuadrado.

#### Ganadería
La ganadería es la principal fuente de riqueza de la zona con miles de cabezas de ovino y varios centenares de vacuno (de carne y de leche), además de numerosas explotaciones porcinas en su territorio. Ovejas y vacas son abundantes y se alimentan, en gran parte, en amplios pastizales de manera natural, lo que le da un sabor especial a la carne procedente de las explotaciones ganaderas del municipio. A pesar de esta riqueza ganadera, la carne y la leche de estos animales se destina para ser vendida, de manera que la elaboración y explotación final de los productos derivados de estos animales no es aprovechada por la economía local.
La vaca sayaguesa es una especie en vías de extinción, considerada como la más antigua de las existentes en España y gracias a la cual, conservacionistas del norte y centro de Europa, están recuperando al Uro, el antepasado de la vaca europea, considerado como un animal inteligente, muy alejado del concepto actual de los bovinos. La gastronomía sayaguesa es rica en productos naturales, sin aditivos artificiales, que proceden de la misma tierra en la que se consumen.
Algunos vecinos poseen núcleos zoológicos de cría de caballos y algunos ejemplares del burro de raza sayaguesa o raza zamorano-leonesa (la única raza autóctona española que dispone de su propia enciclopedia).

## Símbolos
El pleno del ayuntamiento de Carbellino, en sesión celebrada el 11 de junio de 2006, acordó aprobar el escudo heráldico y bandera municipal, con la siguiente descripción:
- Escudo cuartelado en cruz y entado en punta. 1º de plata, encina arrancada de sinople. 2º de gules, torre de reloj de plata. 3º de gules, cántaro de plata. 4º De plata, cruz de los Burbujos de gules. Entado de ondas de plata y azur. Al timbre corona real cerrada.
- Bandera rectangular de proporciones 2:3, formada por un paño blanco, con un cántaro en el centro y un cuadrado rojo en cada esquina de 1/4 del ancho.

## Patrimonio

### Patrimonio religioso
- Iglesia de San Miguel Arcángel: cuenta con tres campanas de bronce en su espadaña (herramientas para comunicarse a distancia con un lenguaje propio conocido por los vecinos de la localidad), las pinturas murales del siglo XVI aparecidas en labores de restauración realizadas en los años 80 (fueron nuevamente restauradas entre los años 2010 y 2011), el retablo mayor, el palio, y el venerado Cristo de las Aguas, obra gótica del siglo XIII en madera policromada, de tamaño natural y que fue expuesto en una sala propia en la exposición de las Edades del Hombre celebrada en la Catedral de Ciudad Rodrigo. Este Cristo recibe su nombre porque es sacado en procesión rogativa en los años de sequía.
- Ermita del Humilladero: vavacía en la actualidad por el mal estado de su tejado.
- Cruz de los Borbujos o Burbujos, a la que los vecinos le atribuyen ciertos poderes milagrosos contra las plagas y pestes.

### Patrimonio civil
- Ayuntamiento y antiguas escuelas, con la torre del reloj, de finales del siglo XIX.
- Fuentes y lavaderos, la mayoría de ellas tiene origen medieval, aunque se discute el origen romano de la fuente de Concejo.
- Molino Viejo y restos de presas de otros molinos, en la rivera del Campo.
- Palomares situados cerca de la raya de Roelos.
- Hornos de los antiguos alfares.
- Casa del Cura, en la que destacan las piedras de sus ventanas, en las que están labrados diversos discos solares y otros símbolos religiosos. Antiguamente el terreno adyacente se utilizó como una especie de corral de comedias, en la actualidad solo hay un corral abandonado.
- Puente nuevo de los Rusos (o de La Rasica) en ocasiones, con el embalse bajo, se ha usado para hacer puenting.
- Puente del Camino Salamanca, es el puente más antiguo e impresionante de Carbellino, pero solo emerge de las aguas del pantano en los años más secos.

#### Arquitectura tradicional
Carbellino, como el resto de la comarca sayaguesa, posee un importante patrimonio arquitectónico que se ha mantenido en pie durante siglos y que comienza a estar en peligro de desaparecer debido al despoblamiento y a la falta de ayudas e impulso conservador por parte de las autoridades.

##### La vivienda y el corral
La vivienda tradicional sayaguesa es heredera de características de origen celta y romano. Las construcciones civiles carecen de grandes adornos y se centran fundamentalmente en cumplir con las necesidades familiares. Se trata de un edificio sobrio y humilde construido con materiales abundantes en el entorno, principalmente con la roca granítica y con vigas y maderos de encina, roble y olmo (negrillo). También se usaba barro, adobe y ramos de matorral o escoba para la barda sobre la que se colocaría la teja curvada denominada teja árabe. Las casas solían construirse con la ayuda de familiares y vecinos de manera colectiva, sobre todo cuando se trataba de recién casados o cuando la familia había sufrido alguna desgracia (como incendio o derrumbe). La vivienda sayaguesa consta de un número variable de partes que describe a la perfección el sayagués Jesús Villar en su web reproducido con el permiso del autor: 

En la entrada de estas casas está el típico portal en el que suele haber uno o dos "poyos" situados a ambos lados de la entrada principal. Una puerta de madera con postigo de aldaba y un agujero redondo en la parte inferior para entrada y salida del gato. En el interior de la casa, divididas por tabiques de adobes que ellos mismos se fabricaban con barro y paja, está la "prezacasa" que servía de espacio principal donde podían encontrarse una gran diversidad de pequeños utensilios de labranza, costales, alforjas, alforjuelas, escriños etc.. Allí mismo estaba también el "basal", una especie de rudimentaria estantería de adobes y tablas donde se colocaban de forma "ostentosa" los pocos platos de porcelana o cerámica decorada que componían el siempre escaso y diferenciado ajuar de la familia sayaguesa. En las paredes anchísimas de piedra y tapadas con el clásico encalado de barro blanco de Tamame o Pereruela, era frecuente encontrar algún agujero semioculto, un cántaro u otra vasija donde en otros tiempos parece ser que guardaban algunas cosas de valor o elementos hoy simples pero entonces escasos como la sal. A menudo, una sola habitación o dormitorio servía separado por tabiques de adobe, a los diferentes componentes de la familia. Las camas estaban hechas de madera o de hierro. Sin embargo, antes fueron simples catres cubiertos de "bálago" los que sirvieron de lecho a nuestros padres y abuelos. En la cocina, un escaño más grande donde solía sentarse el abuelo o el padre de la familia. La chimenea ancha y alta servía de entrada a la luz del día. En la propia cocina o anexa a ella estaba la dispensa con el barandal suspendido del techo donde se curaban los embutidos y viandas de la matanza. También era frecuente el horno en la propia cocina y la artesa donde se elaboraban las hogazas cada semana o más días y que eran el suministro de pan de la familia. El "sobrao" suele ocupar un espacio en la propia planta o también ser el espacio más alto entre las dos alas del tejado. Allí se encontraban las paneras o apartamentos para guardar el grano de centeno y de donde se iba sacando en "costales" para llevarlos al molino y convertirlo en los diferentes tipos de harina. Entre la casa y la calle, el corral donde todo está apropiadamente adaptado para facilitar la estancia de los animales y para guardar los aperos de labranza; el carro, arados, el trillo y demás útiles. Allí, cada animal tenía su sitio y sus comederos, pilas o pesebres de piedra de donde se alimentaban. Al lado estaba el pajar de donde se sacaban las "posturas" (raciones de paja) y la "muña" (paja muy menuda) que les servía de cama en las noches frías del invierno.

Todas estas construcciones se encuentran semiocultas desde el exterior por lo que muchos visitantes foráneos desconocen el encanto de esta arquitectura. Solo pueden apreciarse los detalles si algún propietario abre las puertas de su corral para mostrarlo. En la actualidad, Carbellino ha sustituido muchas de sus casas sayaguesas por modernas viviendas, pero aún se conservan algunos portalones, puertas y corrales en buen estado, diseminados por todo el casco urbano, siendo más abundantes en la calle Gracia.

##### Molinos, casitos, fuentes y puentes
Otras muestras de arquitectura popular serían los casitos diseminados por el campo para uso agrícola, algunos chiviteros (pequeñas chozas de piedra donde se guardaban los chivos y corderos recién nacidos para protegerlos de las inclemencias del tiempo y de los depredadores), los molinos (hay uno en perfecto estado y al menos cuatro ruinas con su presa, embudos y piedras de moler a lo largo de la rivera del Campo, hacia su desembocadura en el embalse, ya en el término municipal de Roelos), las fuentes (La Fuentica, La Fuentona, el Pozo la Plaza, la Fuente Nueva, la Fuente de Concejo, Los Bodonales, La Fuente el Piojo, la Fuente Carreros, las fuentes del Prao de las Mimbres, y decenas de pequeñas fuentes en huertos y prados), los casales (lugares para proteger a los rebaños del ataque de los lobos) y los puentes y pontones (el Puente de los Rusos o de La Rasica y el de la carretera de Roelos, aunque los más bonitos los cubrió en embalse y solo el espectacular Puente del camino Salamanca puede verse cuando las aguas del embalse están muy bajas).
Recientemente (2010) el puente de la carretera de Roelos, construido en su día de piedras de granito procedentes de la zona, ha sido desmantelado por decisión de la Diputación de Zamora quien ha decidido poner en su lugar un puente fabricado con hormigón.

##### Cortinos y cortinas
Se trata de las parcelas de uso agrícola y ganadero delimitadas por consistentes paredes de piedra. En Carbellino aún se pueden admirar decenas de kilómetros de estas construcciones de origen prehistórico magistralmente mantenidas por todos los vecinos durante siglos. El término se usa en masculino si la superficie de terreno es pequeña, y en femenino si ya se trata de una superficie mayor. Se trata de una de las señas de identidad de la comarca de Sayago. Actualmente se encuentran en peligro de extinción debido al abandono de los campos y al escaso interés administrativo por mantener estas obras milenarias de arquitectura civil. Se echa en falta un programa de protección y subvención para el mantenimiento y rehabilitación de las paredes de granito. La mayor amenaza para la cortina o cortino sayagués es la indiscriminadamente promovida concentración parcelaria que ya ha acabado con miles de kilómetros de pared de piedra en varios pueblos cercanos.
El siguiente texto, extraído de la web de Jesús Villar describe el concepto del cortino (con el permiso del autor):

Cuando alguien llega por primera vez a Sayago una de las más fuertes sensaciones es sin duda el contemplar el tejido de paredes de piedra que sirven de cercados a los huertos y "cortinos". Y es que durante siglos nuestros abuelos haciendo uso del material más abundante que tenían, la piedra, fueron pacientemente construyendo las paredes de sus modestas y escasas propiedades. Espacios de tierra muchas veces de pocos metros cuadrados que sirvieron para el cultivo de un huerto, un cortino para el "errén" o diminutas alamedas donde unos pocos álamos (negrillos) se apretaban compartiendo espacio y luz con la alameda del vecino. La arquitectura popular sayaguesa está repleta de esas construcciones a menudo de aparente equilibrio imposible y otras de robustez infinita. Fueron muchas las horas; enorme el esfuerzo y grande el trabajo que hubieron de realizar nuestros ancestros. Ellos, aprendieron de la tradición las necesarias reglas y de la necesidad el estilo. Hicieron de millones de piedras compañeras de otras piedras y las "asentaron" sin barro ni cementos sobre sí mismas. Con sus manos tejieron muchos kilómetros de paredes que eran para ellos esenciales como guardaviñas, huertos y cortinas. Al abrigo de esas paredes criaba la perdiz y multitud de plantas y flores encontraron a su amparo el necesario microclima que les permitió ser únicas. Fueron también brigada fiel para pastores y cobijo de rebaños en días de lluvia y de frío. Fueron, elementos esenciales en la forma de vida de nuestra gente y se convirtieron en visibles e importantes símbolos de nuestra identidad y cultura. Para algunos de nosotros esas paredes de piedra siguen siendo hoy valiosos monumentos y motivo de orgullo entre otras cosas, por la admiración y el cariño hacia quienes las hicieron y como las hicieron. Pero para otros sin embargo, se han convertido al parecer, en inútiles "estorberos", sólo montones de piedras sin ninguna utilidad o sentido... Las viejas paredes de nuestras cortinas están ahora siendo "derrumbadas" y es fácil ver como una sola persona y una potente máquina destruye en una hora el trabajo y la labor de muchos años. Después, la función de las paredes será en algunos casos reemplazada por modernos alambres de espino y en otros simplemente cederán su sitio al vacío. Su frágil arquitectura necesitó siempre de mimos y muchos cuidados; sobre todo, manos que las mantenían erguidas levantando cuando era necesario las piedras caídas. Ahora que las manos que las cuidaban ya no están, sólo les queda a nuestras paredes esperar el día en que otras manos brutas, y carentes de sensibilidad, las destruyan para siempre. Ese día es ya...

## Festividades
- Fiestas de los Quintos (diciembre y enero)
- Semana Santa (se están intentando recuperar las cofradías que existieron en su día)
- Corpus
- Noche de San Juan (hogueras de tomillos y retamas)
- San Antonio de Padua, fiesta patronal (13 de junio)
- Fiestas del Emigrante (tercera semana de agosto).
- Navidades.
- Durante el año se celebran en las orillas del embalse varios campeonatos de pesca. El más importante de ellos se celebra en el mes de agosto, el Día de la Exaltación de la Carpa, y a él suelen inscribirse un gran número de aficionados.

## Servicios
- El pueblo cuenta con tienda de alimentación, panadería, forja, naves ganaderas, farmacia, un bar-restaurante con pensión, un centro de turismo rural, varias casas de alquiler, merenderos, calas y playas frecuentadas por pescadores, ornitólogos, senderistas, botánicos, deportistas y familias que comienzan a conocer este emergente destino de turismo rural.
- El pueblo cuenta con consultorio médico.
- Hay un mercadillo semanal en la plaza del pueblo y los días 20 de cada mes se fleta un transporte gratuito para acudir al mercado comarcal de Bermillo.
- Hay una ruta a pie que comunica el cercano balneario de Almeida (a 4 kilómetros) con el pueblo de Carbellino.
- Existe línea regular de autobús con Zamora (de lunes a viernes, sale a primera hora de la mañana y vuelve a última hora de la tarde).